# Гронинген (провинција)
Гронинген (хол. Groningen, зап. фри. Grinslân, локални дијалект: Grönnen) је провинција на североистоку Холандије. Налази се на обали Северног мора. Крајем 2009. провинција Гронинген имала је 577.081 становника. Главни град провинције је Гронинген. 

## Привреда
Главне привредне гране су експлоатација природног гаса, пољопривреда (шећерна репа), бродоградња и индустрија папира. 
БДП провинције по становнику износи 173,7% просека ЕУ (податак из 2006). По томе је провинција Гронинген 5. од 271 европских региона. 